# Gonoplectus saussurei
Gonoplectus saussurei är en mångfotingart som först beskrevs av Carl.  Gonoplectus saussurei ingår i släktet Gonoplectus och familjen Harpagophoridae. Inga underarter finns listade i Catalogue of Life.